# Vláda Alfreda Windischgrätze

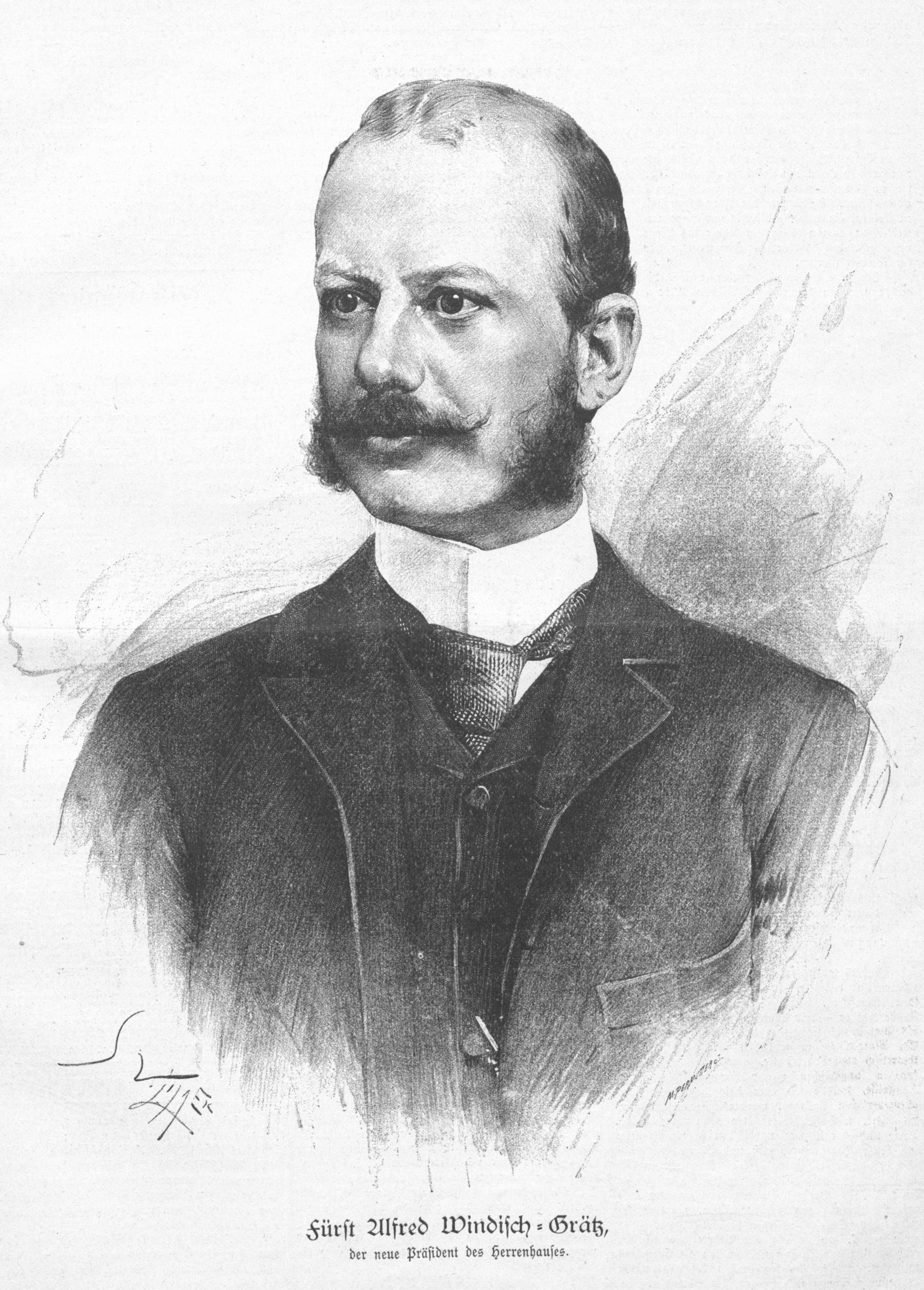
Ministerský předseda Alfred August Windischgrätz

Vláda Alfreda Windischgrätze byla předlitavská vláda, úřadující od 11. listopadu 1893 do 19. června 1895. Po pádu Taaffeho vlády, jež v říšské radě se svým návrhem reformy volebního práva narazila na tvrdý odpor, sestavil novou vládu Alfred August Windischgrätz. Zprvu sice získal podporu Taaffeho odpůrců, toto uskupení německých liberálů (Ignaz von Plener) a konzervativců (Karl von Hohenwart) a Polského klubu se však začalo brzy rozpadat. Vzhledem k sílícímu tlaku hnutí sociálních demokratů byla ovšem volební reforma nutná, ani Windischgrätz se svým návrhem však neuspěl. Němečtí liberálové se navíc zdiskreditovali svým spojenectvím s konzervativci, takže její dřívější příznivci začali vytvářet nové strany (křesťanští socialisté, němečtí nacionalisté). Také se množily spory mezi liberály a konzervativci, poslaneckou sněmovnu říšské rady ochromovaly obstrukce, až nakonec Windischgrätz podal demisi a jeho vládu nahradila úřednická vláda Ericha Kielmansegga.

## Složení vlády
| Resort                              | Ministr                       | Nástup do funkce   | Konec funkce    |
| ----------------------------------- | ----------------------------- | ------------------ | --------------- |
| ministerský předseda                | Alfred Windischgrätz          | 11. listopadu 1893 | 19. června 1895 |
| ministr zemědělství                 | Julius von Falkenhayn         | 11. listopadu 1893 | 19. června 1895 |
| ministr obchodu                     | Gundaker Wurmbrand-Stuppach   | 11. listopadu 1893 | 19. června 1895 |
| ministr kultu a vyučování           | Stanisław Madeyski-Poray      | 11. listopadu 1893 | 19. června 1895 |
| ministr financí                     | Ernst von Plener              | 11. listopadu 1893 | 19. června 1895 |
| ministr vnitra                      | Olivier de Bacquehem          | 11. listopadu 1893 | 19. června 1895 |
| ministr spravedlnosti               | Friedrich Schönborn           | 11. listopadu 1893 | 19. června 1895 |
| ministr zeměbrany                   | Zeno Welsersheimb             | 11. listopadu 1893 | 19. června 1895 |
| ministr pro haličské záležitosti    | Apolinary Jaworski            | 11. listopadu 1893 | 19. června 1895 |
| společní ministři Rakouska-Uherska: |                               |                    |                 |
| * ministr zahraničí                 | Gustav Kálnoky von Kőröspatak | 11. listopadu 1893 | 15. května 1895 |
| * ministr zahraničí                 | Agenor Gołuchowski            | 16. května 1895    | 19. června 1895 |
| * ministr války                     | Edmund von Krieghammer        | 11. listopadu 1893 | 19. června 1895 |
| * ministr financí                   | Benjámin Kállay               | 11. listopadu 1893 | 19. června 1895 |